# Tafelbergheide
De Tafelbergheide is een hoog gelegen heidegebied tussen Huizen en Laren van ongeveer 74 ha groot dat is gesitueerd in de gemeente Huizen. De zuidelijke rand van de heide bevindt zich in de gemeente Blaricum. Het gebied is onder beheer van het Goois Natuurreservaat. Zuidwaarts, aan de overkant van de Oude Naarderweg, gaat de Tafelbergerheide over in de Blaricummerheide.
Het heidegebied kent veel hoogteverschillen, veroorzaakt door het landijs ten tijde van de rissijstijd. Hoogste punt is de Tafelberg waaraan deze heide haar naam heeft te danken. Deze 36,4 meter hoge 'heuvel' is een van de hoogste punten van de provincie Noord-Holland. De naam is ontleend aan een oude oriëntatietafel die zich op deze glooiing bevond. Een deel ervan is nog te bezichtigen in het Museum Hilversum. Bij de renovatie van de Tafelberg in 2019 is een nieuw oriëntatieplateau geplaatst.
Op de heide treft men veel leemkuilen aan. Deze zijn het gevolg van activiteiten van vroegere bewoners van Het Gooi die van deze plek klei haalden die ze gebruikten om de vloeren en erven van hun boerderijen hard mee te maken. De leem is afkomstig uit Noord-Europa en werd tijdens de rissijstijd met het gletsjerijs meegevoerd. De leemkuilen zijn zeer waardevol vanwege het voor Nederland unieke plantenleven dat men daar kan aantreffen.
Sinds 1990 laat men op de Tafelbergheide Drentse heideschapen grazen; in 1991 werden daar nog eens runderen aan toegevoegd. In het deel dat wordt begraasd mogen honden slechts aangelijnd lopen.

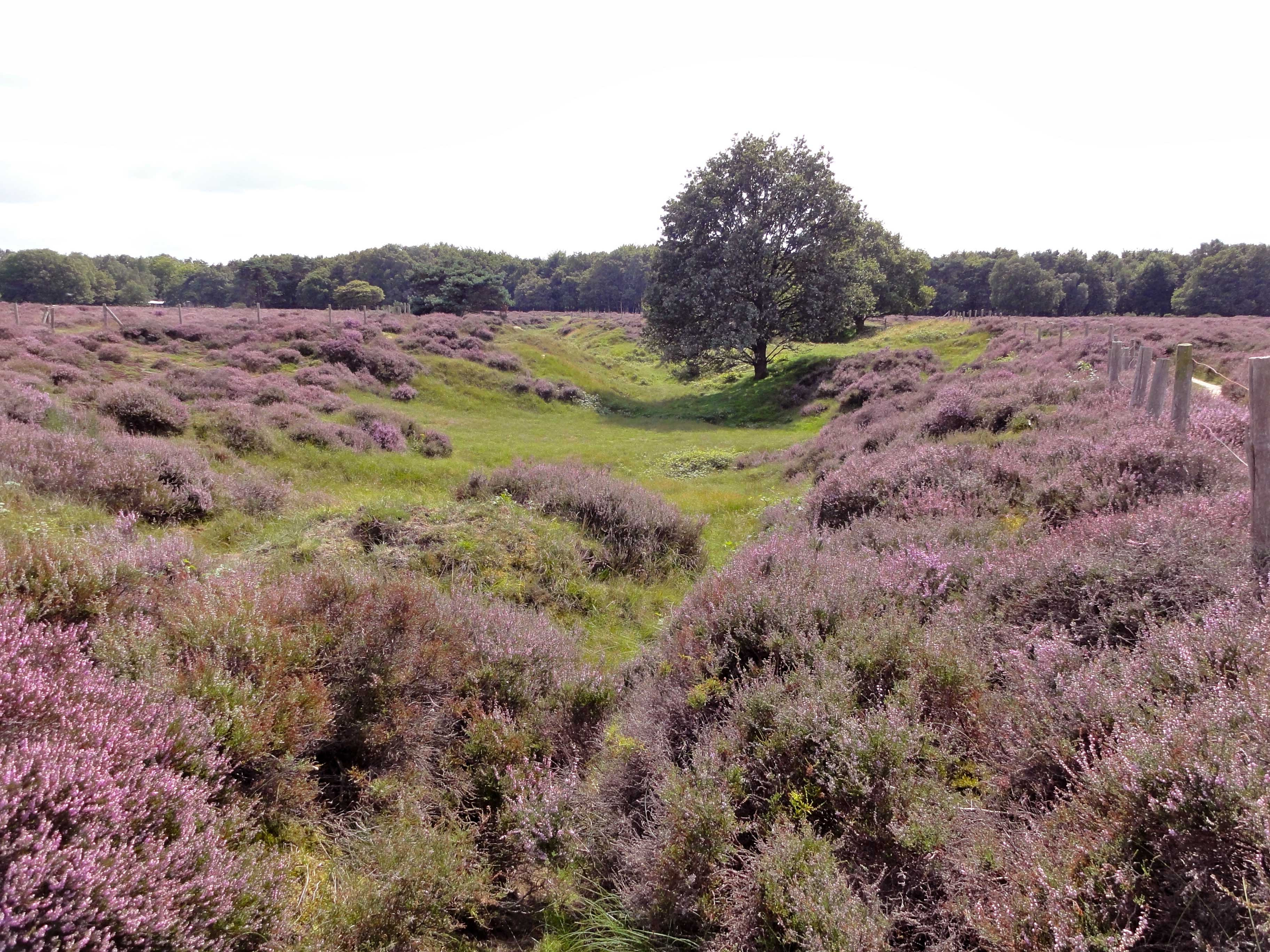
Leemkuil
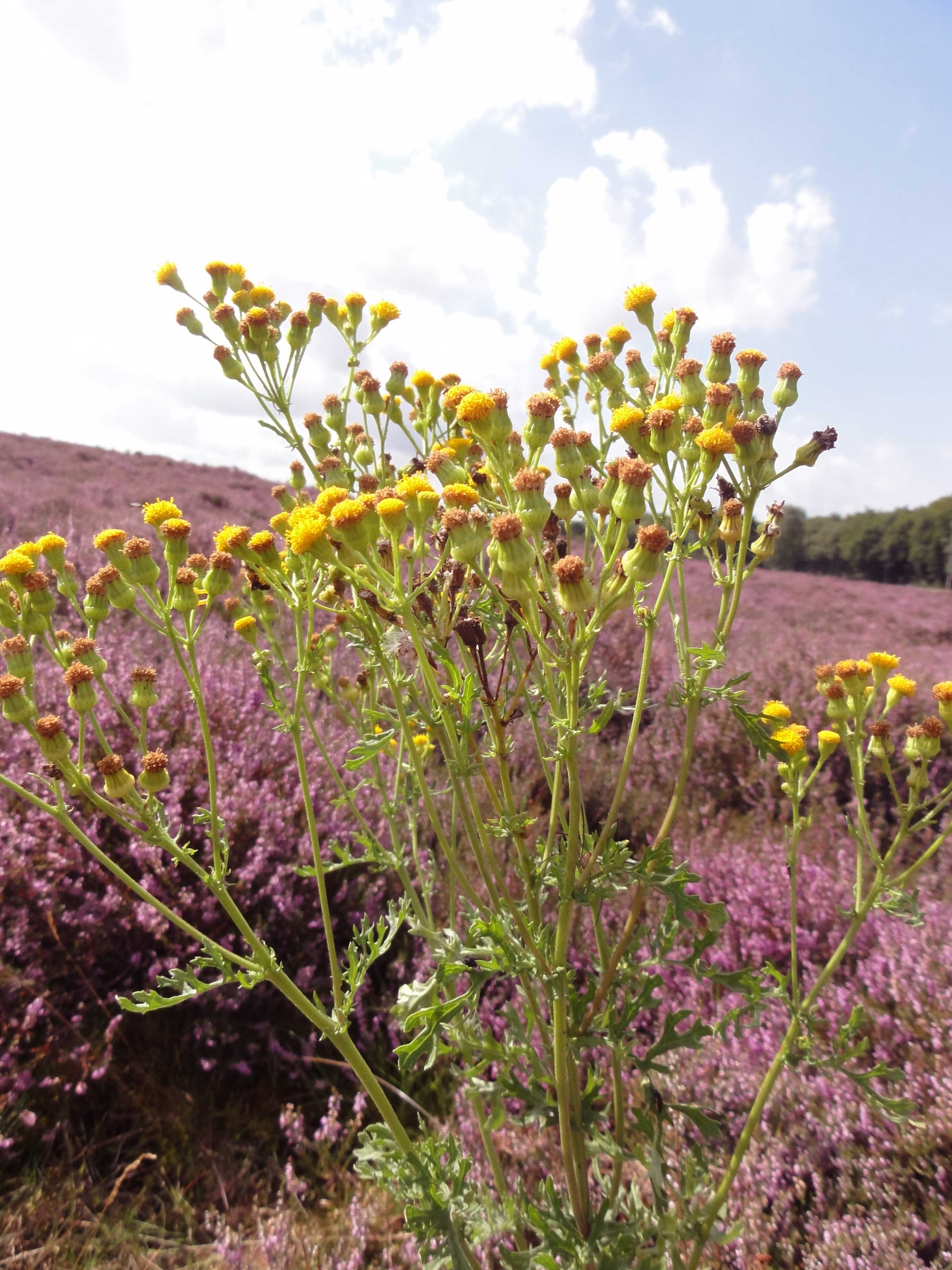
Bloeiende heide
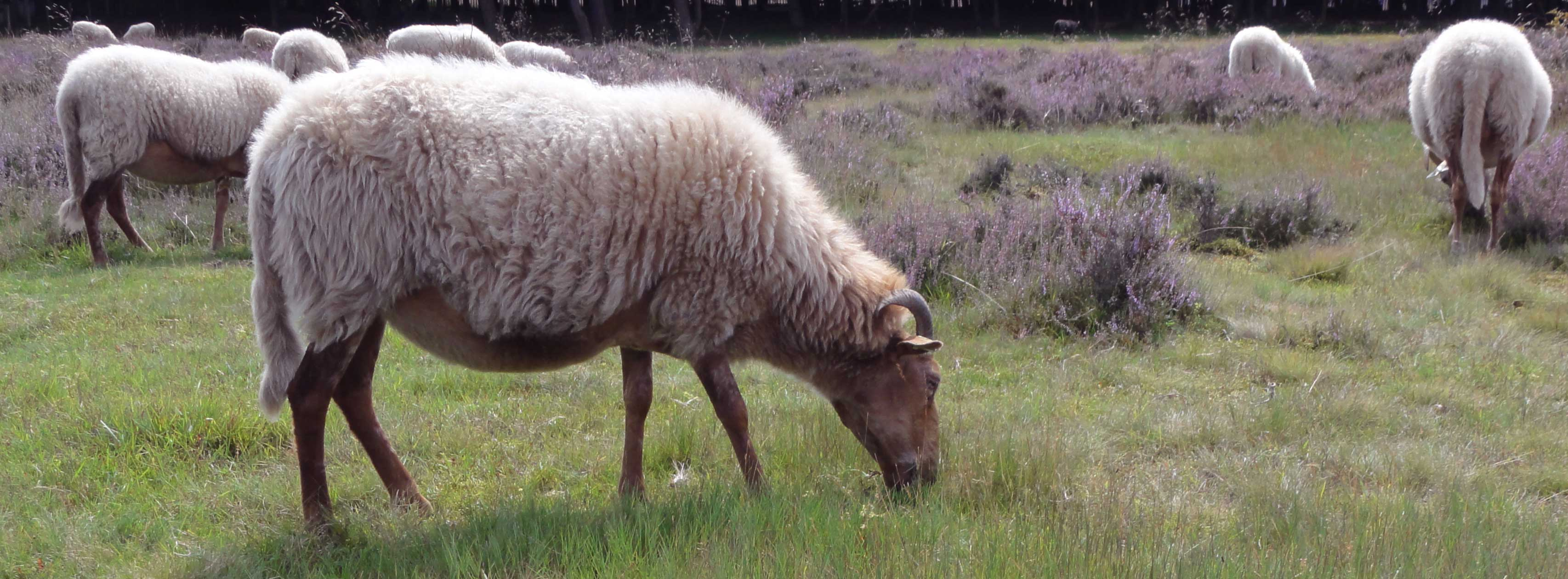
Begrazing
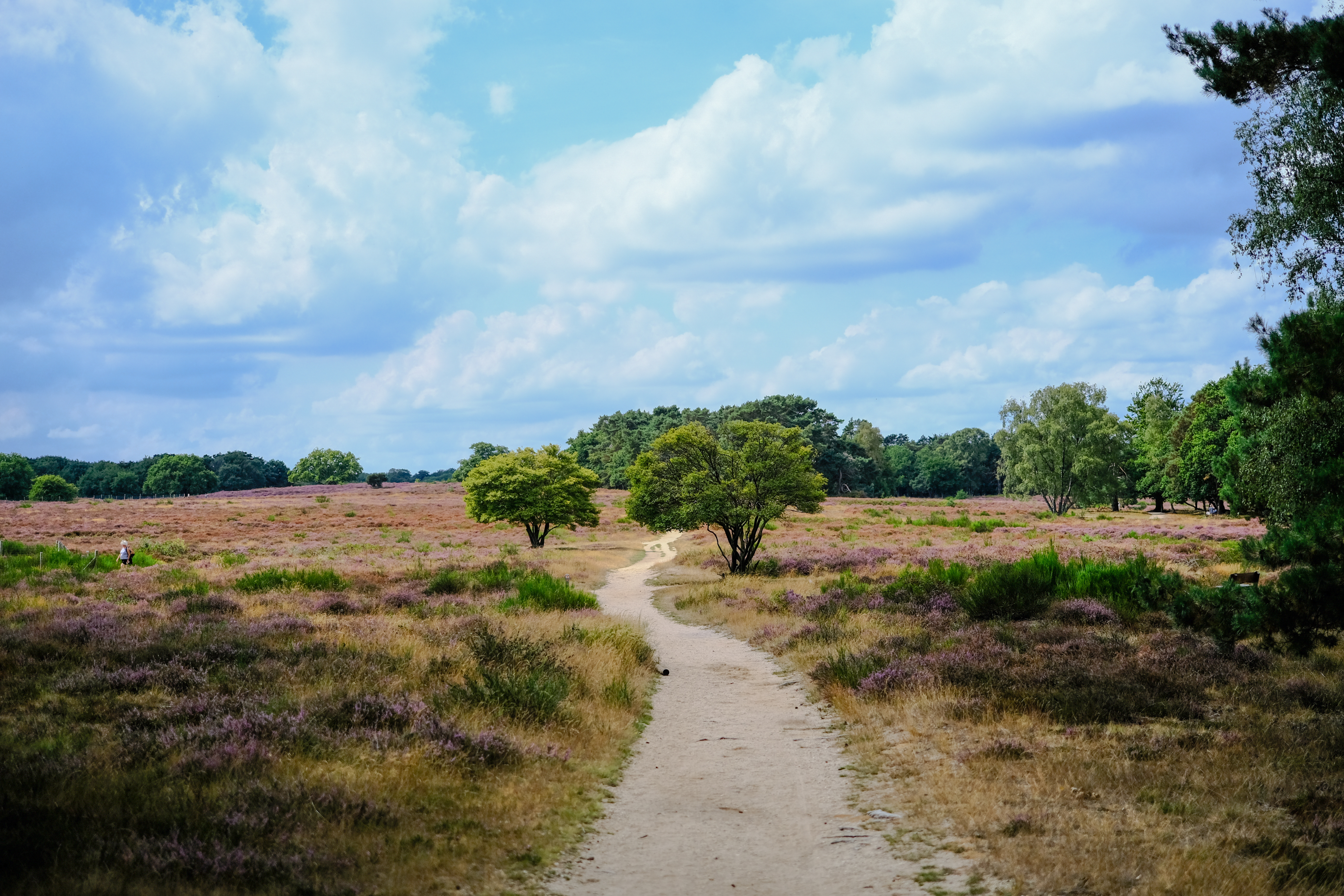
Wandelpad